# ライソゾーム病
ライソゾーム病（ライソゾームびょう）、リソソーム病、リソゾーム病、リソソーム蓄積症（英: lysosomal storage disease）は、細胞内にある小器官の一つであるライソゾーム（lysosome）に関連した酵素が欠損しているために、分解されるべき物質が老廃物として体内に蓄積してしまう先天代謝異常疾患の総称である。

## 概要
ライソゾームは、細胞の中で糖質や糖脂質の分解を行っている。これには約60種類の加水分解酵素が関与しているが、酵素の欠損・異常によって、ライソゾームの分解機能が発揮されなくなり、本来分解されるべき物質が蓄積する疾患がライソゾーム病である。
また、ゴルジ体にある糖転移酵素が欠損するため、酵素がライソゾームに転送されない疾患（糖蛋白代謝異常症）も含む。
欠損している酵素により病名や症状が異なり、現在約30種類の病気がある。
2001年に「ライソゾーム病」という病名で特定疾患に難病指定された。なお、医学辞書などでは「リソソーム」と表記される事が多いが、特定疾患の認定疾患名としてはlysosomeを英語読みしたものが採用された。

## 治療法
摂取制限で治療ができるフェニルケトン尿症のような必須アミノ酸代謝異常と異なり、それらの物質は生体内で合成されるので治療は困難であり、根治には遺伝子治療が必要である。現在の所、酵素補充療法、臓器移植、骨髄移植が行われる。しかし脳や神経の症状には酵素補充療法と骨髄移植はほとんど効果がないようである。

## 主な分類
英語表記のリンクは他言語のウィキペディアへのリンクである。
- 糖原病II型 - 糖原（グリコーゲン）が蓄積するタイプ
  - ポンペ病 (Pompe disease) - 糖原病II型。α－グルコシダーゼ （酸性マルターゼ） 欠損症
- スフィンゴリピドーシス - スフィンゴリピドが蓄積するタイプ
  - GM1ガングリオシドーシス (GM1 gangliosidoses)
  - GM2ガングリオシドーシス (GM2 gangliosidoses) （テイ＝サックス病, サンドホッフ病）
  - 異染性白質ジストロフィー (MLD)
  - ファブリー病 (Fabry's disease) - α-ガラクトシダーゼA欠損
  - ファーバー病 (Farber disease)
  - ゴーシェ病 (Gaucher's disease) - β-グルコセレブロシダーゼ欠損
  - ニーマン・ピック病 (Niemann-Pick disease) （A, B, C型）
  - クラッベ病 (Krabbe disease)
- ムコ多糖症 (Mucopolysaccharidosis) - ムコ多糖が蓄積するタイプ
- 糖蛋白代謝異常症タイプ
  - ムコリピドーシス - ムコ多糖症類似の病状を示すがムコ多糖を認めない
- シスチノーシス ‐ シスチンが蓄積するタイプ
- 分類不明 （調査中）
  - マルチプルサルファターゼ欠損症 （Multiple Sufatase欠損症） (MSD)
  - シアリドーシス
  - ガラクトシアリドーシス
  - アイセル病 (I-cell disease) - ムコリピドーシスIII型
  - α-マンノーシドーシス
  - β-マンノーシドーシス
  - フコシドーシス (Fucosidosis)
  - アスパルチルグルコサミン尿症
  - シンドラー病 （Schindler病） / 神崎病
  - ウォルマン病 (Wolman disease)
  - ダノン病 (Danon disease)
  - 遊離シアル酸蓄積症
  - セロイドリポフスチノーシス